# Нидернхубер, Барбара
Барбара Нидернхубер (нем. Barbara Niedernhuber, 6 июня 1974, Берхтесгаден, Германия) — немецкая саночница, выступавшая за сборную Германии с 1994 по 2006 год. Принимала участие в двух зимних Олимпийских играх, в Нагано (1998 год) и в Солт-Лейк-Сити (2002 года), где выиграла серебряные медали в одиночных женских заездах.
Барбара Нидернхубер семь раз получала подиум чемпионатов мира, в её послужном списке одна золотая медаль (2004), четыре серебряные (1999, 2000, 2004, 2005) и две бронзовые (2001, 2003). Кроме того, спортсменка трижды награждалась бронзовыми медалями чемпионатов Европы — в 2000, 2002 и 2006 годах. В сезоне 2004—2005 Нидернхубер выиграла общий зачёт Кубка мира. Решение о завершении спортивной карьеры приняла перед самым началом саночного сезона 2006—2007, в основном оно было вызвано серьёзной травмой голеностопа.
Спортсменка упоминается в эпизоде «The Bart of War» мультсериала «Симпсоны», в одной из сцен Милхаус говорит, что чувствует себя «серебряной медалисткой в санном спорте Барбарой Нидернхубер».